# 有吉明
有吉 明（ありよし あきら、1876年4月15日 - 1937年6月25日）は、明治、大正、昭和前期の外交官。上海総領事、スイス公使、ブラジル大使、中華民国公使を経て、大使館昇格に伴い初代駐中華民国大使となる。対中国外交に尽力、軍部の中国侵略に抵抗。

## 人物
京都府出身。父は宮津藩藩士・京都留守居役・郡長の有吉三七。
1899年に東京高等商業学校（一橋大学の前身）を卒業し、外務省入省。駐ブラジル大使として日本人のアマゾナス州進出を支援。
10年にわたる上海総領事と、初代中華民国大使として昭和初期の日本の中国大陸に対する政策の最前線に身を置いた。汪兆銘、蔣介石とも会談を重ね、日本国内の中国（華北）侵略機運に対して穏健論を通したが、当時の政府方針と合致せず事実上の解任となり中国を離れた。

## 経歴
- 1876年 京都府下丹後国与謝郡宮津町（現：宮津市）出身。後、京都府立商業学校（京都市立西京高等学校・附属中学校の前身）入学。
- 1898年 東京高等商業学校（一橋大学の前身）専攻部卒業。同年外務省に入省。漢口、仁川、ロンドンに赴任。
- 1904年2月 釜山領事
- 1906年
  - 1月 釜山理事庁副理事官
  - 3月 釜山理事庁理事官
  - 8月 牛荘領事
- 1908年4月 在フランス大使館二等書記官
- 1909年11月 上海総領事
- 1919年9月 上海総領事離任。
- 1920年4月 在スイス国特命全権公使

国際連盟総会日本代表（第2回-第4回）
- 1926年11月 在ブラジル国特命全権大使
- 1930年7月 在ブラジル特命全権大使離任。
- 1932年7月 在中華民国国特命全権公使[3]
- 1935年5月 初代在中華民国特命全権大使（公使館から大使館への昇格）
- 1936年3月6日 依願退職。

## 栄典
- 1906年（明治39年）4月1日 - 明治三十七八年従軍記章[4]
- 1927年（昭和2年）1月22日 - 勲一等瑞宝章[5]

## 親族
- 妻 岡沢精の娘。
- 妻・セイ ‐ 北海道拓殖銀行重役・馬島渡の妹。[6]
- 長男 有吉正（元国民金融公庫副総裁）
- 兄 有吉忠一
- 弟 有吉実